# Hungria nos Jogos Olímpicos de Verão de 1912
A Hungria nos Jogos Olímpicos de Verão de 1912, em Estocolmo, na Suécia, competiu e conquistou um total de oito medalhas, sendo três de ouro, duas de prata e três de bronze.
Apesar de a Hungria na época fazer parte de um reino junto com a Hungria, seus resultados eram contados em separado.